# Бирюкова, Анна Германовна
А́нна Ге́рмановна Бирюко́ва (Деревя́нкина) (род. 27 сентября 1967, Свердловск) — российская легкоатлетка, чемпионка мира и Европы в тройном прыжке. Заслуженный мастер спорта России. Выступала за клуб «Москвич». Училась в СДЮШОР имени братьев Знаменских, Московском среднем специальном училище олимпийского резерва № 1.

## Карьера
На чемпионате мира 1993 года завоевала золотую медаль, при этом установив мировой рекорд — 15,09 метров. На 14 сантиметров улучшила предыдущий рекорд Инессы Кравец и стала первой в мире женщиной, прыгнувшей дальше 15 метров.
На следующем первенстве стала третьей, уступив Инессе Кравец и Иве Пранджевой. При этом Кравец вернула себе рекорд, прыгнув на 15,50 метров. В 1997 году также участвовала в чемпионате мира, но в финал выйти не смогла из-за травмы.
На Олимпиаде в Атланте заняла 13-е место, не пройдя в финал.
В 1994 году победила на чемпионате Европы и в том же году выиграла серебряную медаль на чемпионате Европы в помещении, уступив Инне Ласовской.
Первая в истории чемпионка мира и Европы в тройном прыжке.

## Основные результаты
| Год  | Турнир                       | Место проведения        | Место | Результат |
| ---- | ---------------------------- | ----------------------- | ----- | --------- |
| 1989 | Чемпионат СССР в помещении   | Гомель, БССР            | 4     | 6.86      |
| 1993 | Чемпионат России             | Москва, Россия          | 3     | 14.60     |
| 1993 | Чемпионат мира               | Штутгарт, Германия      | 1     | 15.09     |
| 1994 | Чемпионат Европы в помещении | Париж, Франция          | 2     | 14.72     |
| 1994 | Игры доброй воли             | Санкт-Петербург, Россия | 1     | 14.57     |
| 1994 | Чемпионат Европы             | Хельсинки, Финляндия    | 1     | 14.89     |
| 1995 | Чемпионат мира               | Гётеборг, Швеция        | 3     | 15.08     |
| 1996 | Олимпийские игры             | Атланта, США            | 12    | 14.19     |
| 1997 | Чемпионат России             | Тула, Россия            | 1     | 14.64     |
| 1999 | Meeting de Paris             | Париж, Франция          | 9     | 6.54      |
| 1999 | Meeting Linz                 | Линц, Франция           | 11    | 6.33      |
| 1999 | Чемпионат России             | Тула, Россия            | 5     | 13.97     |
| 2000 | Мемориал братьев Знаменских  | Санкт-Петербург, Россия | 2     | 14.37     |
| 2000 | Slovnaft                     | Братислава, Словакия    | 2     | 14.44     |
| 2000 | Чемпионат России             | Тула, Россия            | 6     | 14.09     |